# Augoderia
Augoderia (лат.) — род пластинчатоусых жуков из подсемейства Dynastinae. Неотропика (Аргентина, Боливия, Бразилия, Венесуэла, Перу, Французская Гвиана). Около 5 видов.

## Описание
Среднего размера жуки. От близких родов отличается следующими признаками: задние голени без поперечной выступающей каёмки-киля, средние тазики расставленные. Основная окраска желтовато-коричневая. Усики 10-члениковые. Самцы отличаются увеличенными передними ногами и крупными коготками.

### Виды
- Augoderia boliviana Endrödi, 1981[4]
- Augoderia freyi Endrödi, 1967
- Augoderia ginglarisi Ponchel, 2009[5]
- Augoderia nitidula Burmeister, 1847